# 布莉歐
布莉歐（法語：brioche，發音：[bʁijɔʃ]，/ˈbriːoʊʃ/，英語發音：/ˈbriːɒʃ//briːˈɒʃ/，英語發音：/briːˈoʊʃ//ˈbriːɔːʃ//briːˈɔːʃ/），指的是一種法國麵包，既可當做主食也可以當做甜點。
該麵包的外形特點是外酥內軟，麵包的頭部呈現自然開裂狀，兼具蓬鬆感和不規則感。一般由中筋麵粉、糖、奶油、雞蛋與牛奶製作烘焙而成。布利歐麵包的味道甜而不膩，具有金色和片狀的麵包皮，通常在面团醒发后涂抹蛋液获得这种色澤。布莉歐不但可爲茶點，亦可與鵝肝、香腸一同品嘗。
常見的布莉歐略分兩種：第一種為麵包型（Pain Brioche，亦稱Brioche Nanterre），外型為吐司狀，雞蛋、麵粉比例較高，口感扎實，有時可加入葡萄乾（後者稱或）。第二種為尖型，上有一尖頭（tête），奶油比例較高，口感綿密。布莉歐有時會被認為是維也納甜酥麵包（Viennoiserie）的一種，其基本配方和材料布莉歐相同，但加了更多蛋、奶油、牛奶、水和鮮奶油，所以布莉歐具有更豐富的外觀。

## 別稱
別稱較多，有布里歐麵包、鞋墊麵包、法國奶油麵包、奶油蛋捲麵包、花椰菜麵包、蘑菇麵包或甜點包。

## 字源與由來

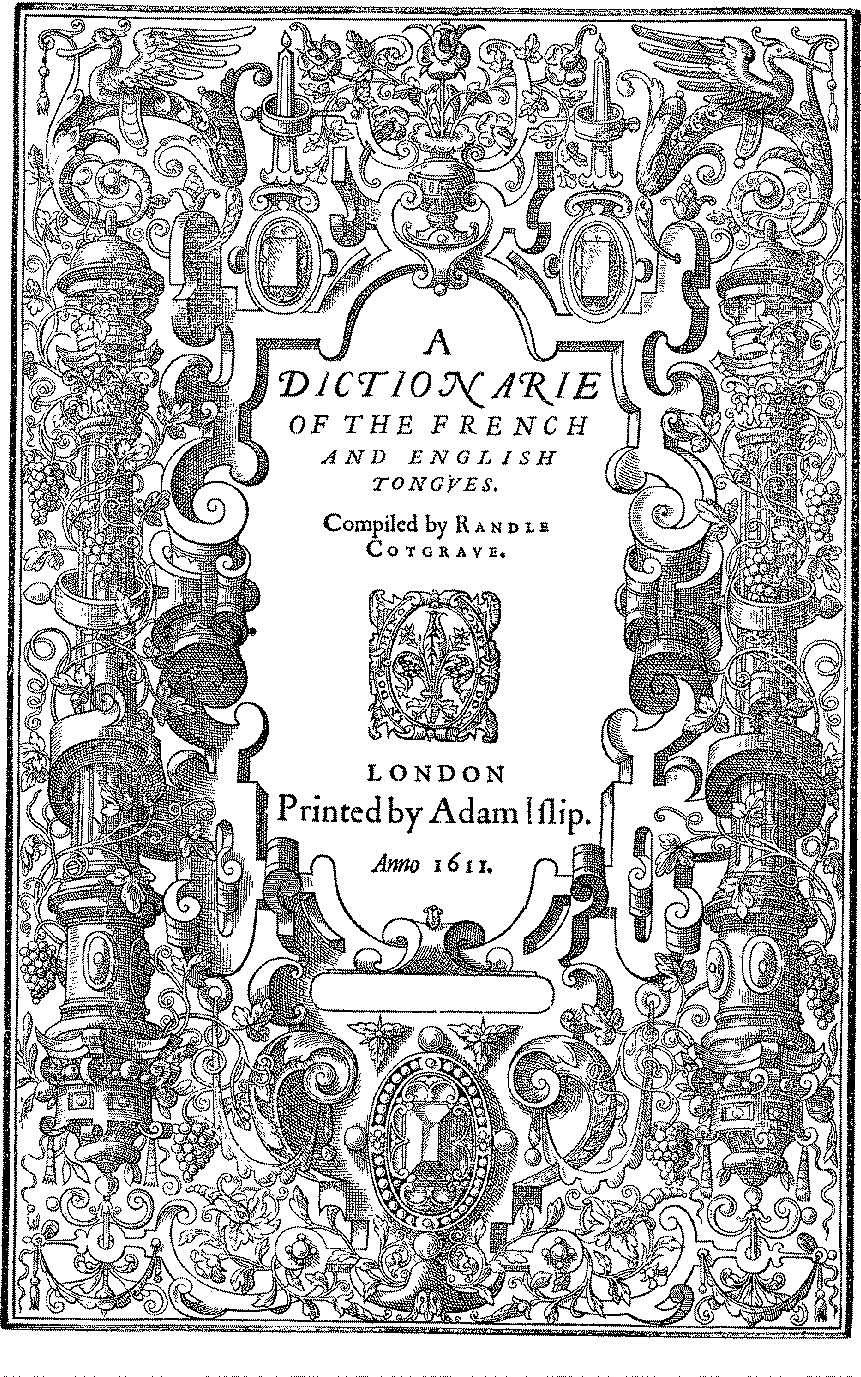
科特格雷夫（Randle Cotgrave）的英法詞典“A Dictionarie of the French and English Tongues”)。

布莉歐一詞在1404年在法國已有使用，1611年英國學者科特格雷夫（Cotgrave）的英法詞典（Dictionarie）即包含Brioche一字，然只記載為圓形、有調味的麵包。科特格雷夫考其起源地為上諾曼地；今通說亦以其最晚起源於16世紀的諾曼第，惟不排除源於中世紀之可能性。但一直到路易十四時期（18世紀初），奶油開始在法國北部普及後，現代型態的布莉歐才真正出現。19世紀起，布莉歐在法國大行其道，富人食用的奶油比例較高，麵粉：奶油約3:2，一般人食用的該比例則約為4:1。
今日一般製作布莉歐的食材比例為：麵粉250g、牛乳65g、砂糖35g、雞蛋120g、奶油125g、鹽5g與10g麵粉。
又Brioche一字之來源，眾說紛紜。一本1873年的字典寫道，布莉歐可能是由布列塔尼聖布里厄（Saint-Brieuc）地區的人開始製作，故取其「布里」之音（Briochins）。另根據大仲馬的推測，其可能最開始是起司口味，多以布利乳酪（法語Brie）為底，故取其音。而今日多認為Brioche來自古上諾曼地方言的動詞brier，即今日法語的broyer（搗碎），意為搗碎小麥以製麵包；至於-oche詞尾即使該動詞名詞化。

## 軼事
盧梭在其回憶錄《懺悔錄》中寫道：「我想起了一位尊貴的公主的蠢話：有人告訴她說農民没有麵包吃了，她回答道：那就叫他們吃蛋糕吧！（Qu'ils mangent de la brioche!）」，由於布莉歐由牛奶、奶油等烘焙而成，遠較僅以粗麵粉製成的麵包高檔，故此語與晉惠帝之言「何不食肉糜？」意境相仿。
法國大革命前夕，民不聊生；後有以路易十六之妻瑪麗·安東娃妮特王后不知民間疾苦，而作此言。但值得注意的是，盧梭並未言明該「尊貴的公主」究竟為何人；據法國史學家考證，此語甚至未被法國大革命時代的革命黨用來控訴瑪麗·安東娃妮特，而僅係作家卡赫（Alphonse Karr）於1843年的一篇文章中穿鑿附會而成。
故此段話的真假有三種可能性。首先，《懺悔錄》的研究者保罗·约翰逊指出，該傳記雖然不排除指涉真人真事，但也有許多據現代考證過後偏頗不確之處；他認為此話既不見於時人記載，應純係盧梭杜撰。第二，此話實為瑪麗·安東娃妮特所講；但瑪麗·安東娃妮特的傳記作者安东尼亚·弗雷瑟認為不可能，原因有二：其一，史實顯示，她不僅長期實質救助貧者，根據解密後的通信檔案，她與奧地利娘家通信時亦顯現出對貧者的關懷，與此言內容大相逕庭。其次，考諸時序，《懺悔錄》雖出版於1782年，但全文早於1769年即定稿；1769年的瑪麗·安東娃妮特年僅十四，默默無名，尚未成為王妃。最後一種可能性，根據路易十六之弟路易十八的回憶錄，皇室中多以路易十四第一任妻子西班牙的瑪麗-泰蕾茲為做此言者。

## 圖集

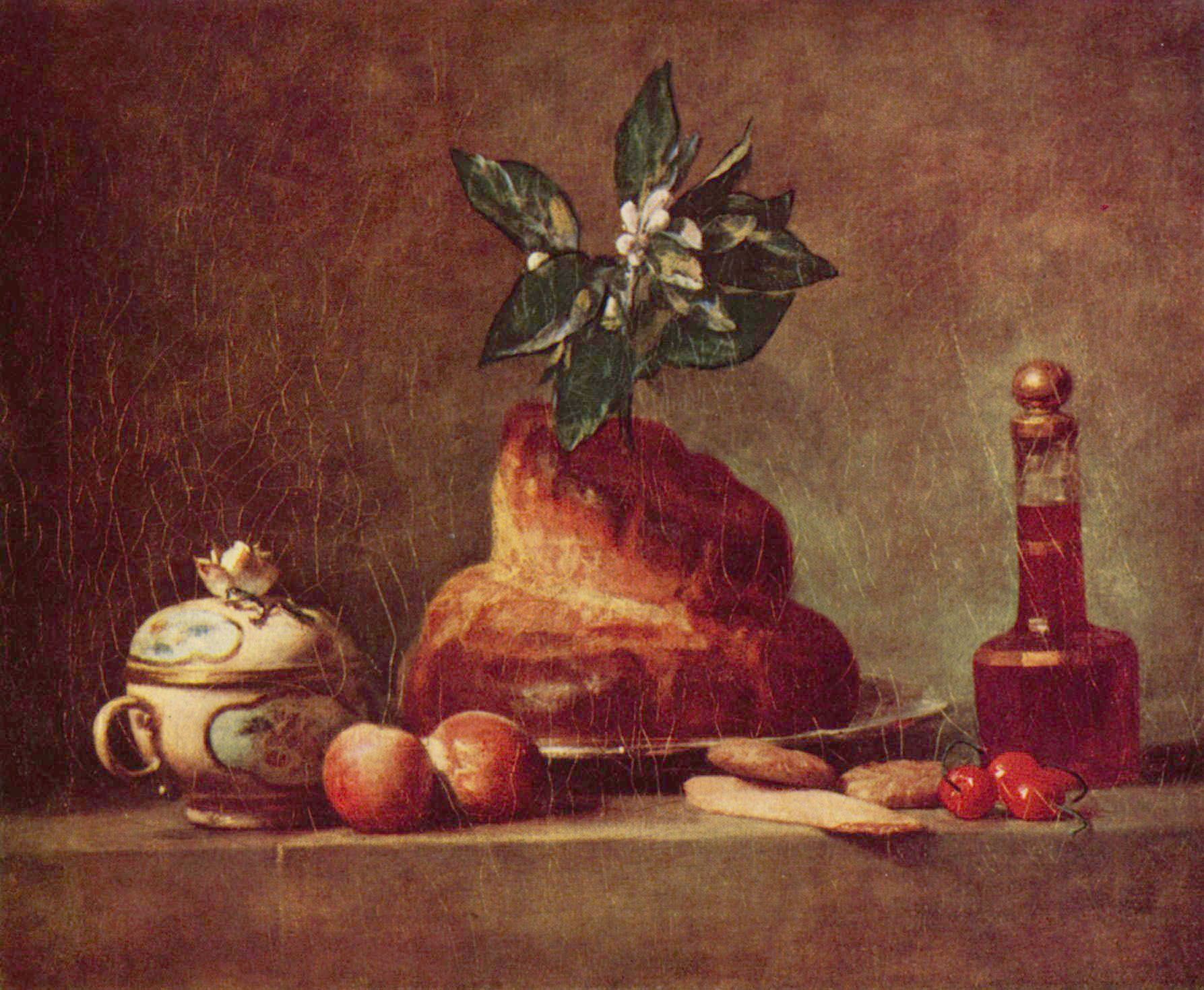
畫家夏爾丹筆下的布莉歐，繪於1763年。
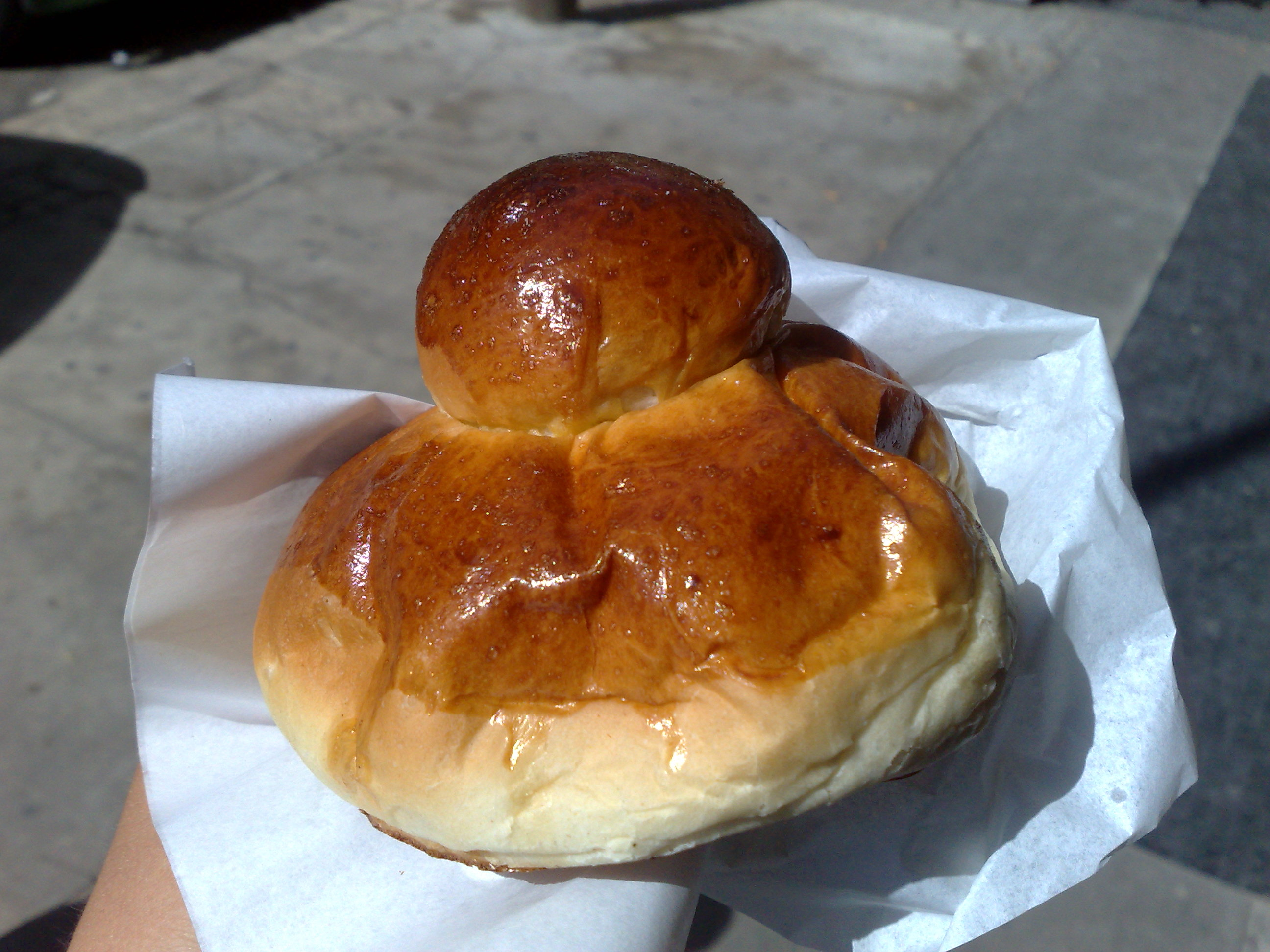
西西里尖型布莉歐（Brioche à tête）
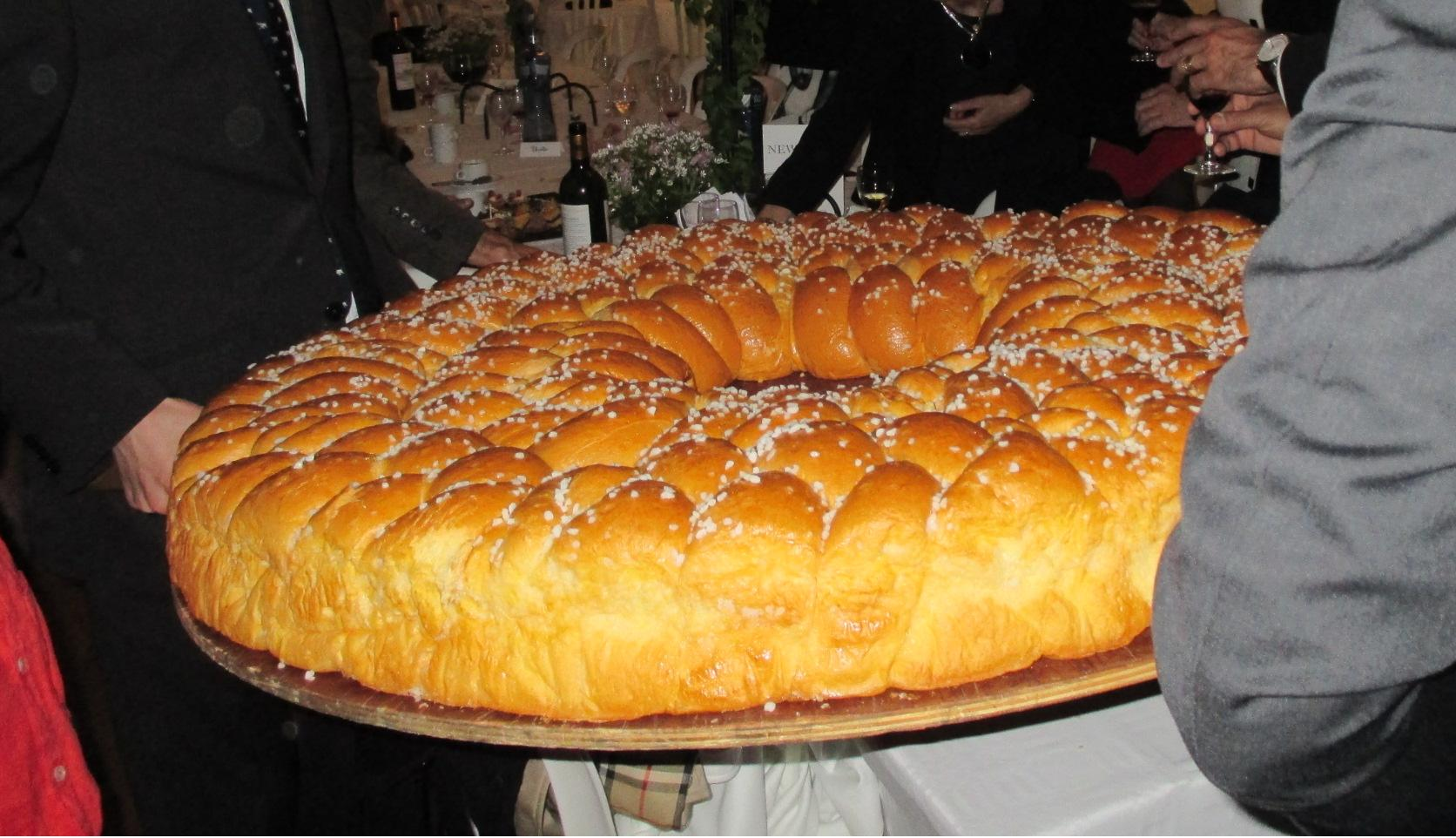
法國旺代省每年舉辦節慶，烘培重達15公斤的大型布莉歐。
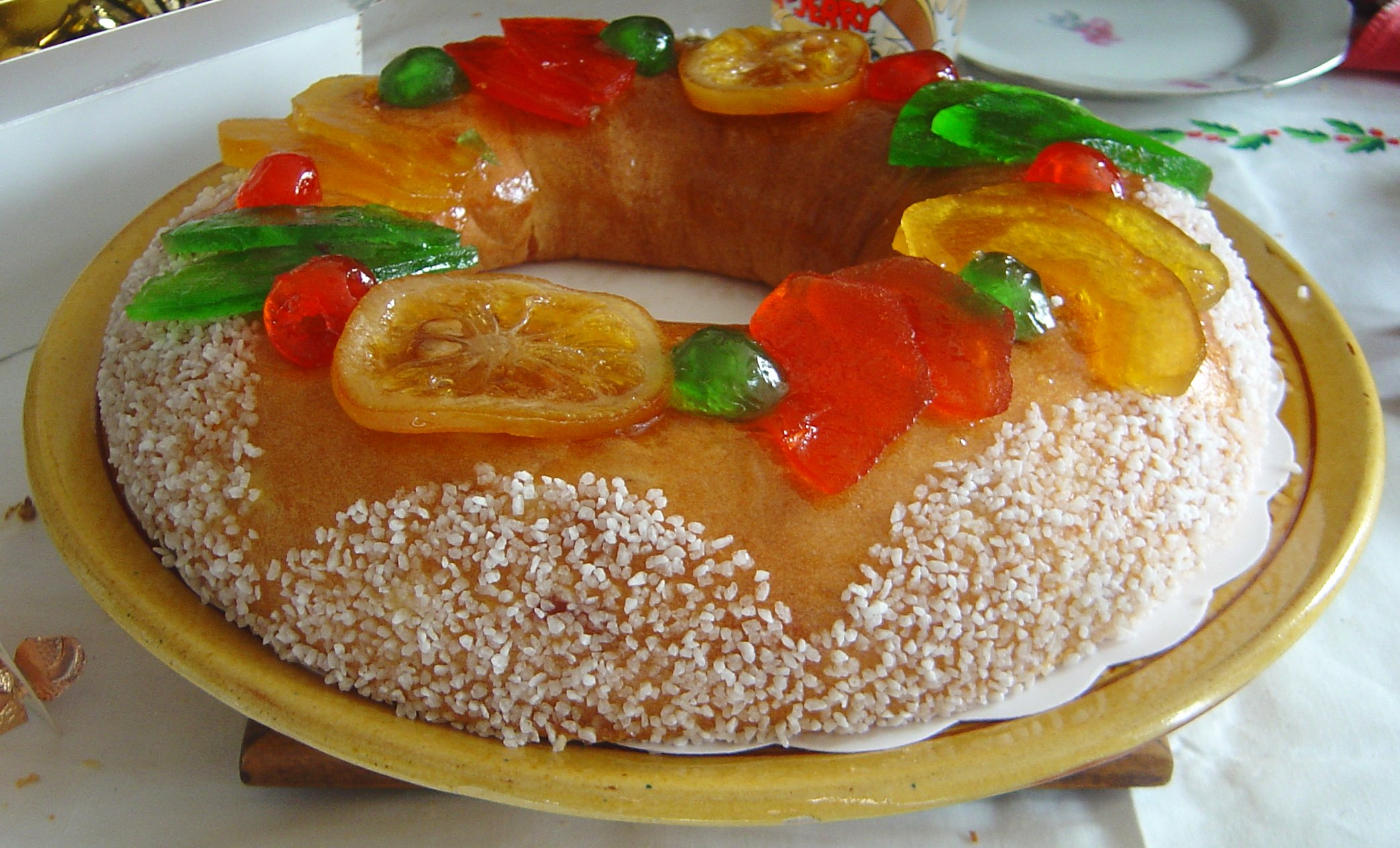
國王布莉歐（Brioche des Rois）